# Mario Loría
Mario Alberto Loría Camino (Mérida, Yucatán; 27 de julio de 1977) es un actor mexicano.

## Biografía
Sus padres son Carolina Camino Espadas y Mario Loria Mendoza. Después de la preparatoria estudió una carrera técnica en comunicaciones enfocadas al periodismo, en el Instituto de Estudios de la Comunicación de Yucatán. Allí tuvo su primer contacto con el teatro y eso acentuó su gusto por la literatura y la fotografía, la influencia y apoyo de varios maestros lograron que terminando su carrera técnica. Es el mayor de 5 hermanos.
Estudió en el Centro de Formación Actoral de Televisión Azteca (CEFAC) bajo dirección de maestros como Héctor Mendoza, Raúl Quintanilla, Marco Antonio Silva, Fidel Monroy, Ximena Escalante, Dora Cordero y Jorge Arturo Vargas entre otros grandes maestros.
Antes de terminar sus estudios actorales debutó profesionalmente en el teatro desempeñando el rol protagónico de la obra Tiernas puñaladas para la Universidad Nacional Autónoma de México (UNAM) escrita y dirigida por el maestro Héctor Mendoza, y al terminar sus estudios continuó trabajando con el maestro Héctor Mendoza en la obra Amacalone de los Concaos del Mundo al lado de actores de la talla de Delia Casanova para la Compañía Nacional de Teatro, casi a la par de sus inicios en el teatro iniciaba su carrera en la televisión bajo la dirección.

## Filmografía
- El Conde: amor y honor[3] (2024)
- El maleficio (2023) - Adrián Peñaloza
- Esta historia me suena (2021)
- Monarca (2021) - Santiago Luna
- Decisiones: unos ganan, otros pierden (2020) - Alberto, Ep: El mal menor[4]
- Rosario Tijeras 2 (2018) - Jonás
- Señora Acero 4: La Coyote (2017-2018) - Presidente Heriberto Roca
- Perseguidos (2016-2017) - Teniente Monroe
- Vino el amor (2016-2017) - Ramón Flores
- Señora Acero 2 (2015) - Presidente Heriberto Roca
- Las trampas del deseo (2013-2014) - Mario Santana
- La patrona (2013) - Gastón Goicochea
- Relevo (2013)- Ernesto
- La ruta blanca (2012) - Jurado
- Infames (2012) - Schmidt
- El octavo mandamiento (2011) - Facundo Ramírez
- Para volver a amar (2010-2011) - Sergio Aldama
- Farándula 40 (2010) - Él mismo (panelista)
- Cada quien su santo (2010) - Juanjo
- Secretos del alma (2008) - Lino
- Capadocia (2008) - Padre Agustín (Joven)
- Alma legal (2008) - Gabriel
- Cambio de vida (2008)
- Mientras haya vida (2007) - Óscar
- Marina (2006) - Abogado
- Corazón partido (2005) - Hilberto
- Los plateados (2005) - Habitante
- Zapata: amor en rebeldía (2004) - (miniserie)
- Un nuevo amor (2003) - Alberto

## Teatro
| Año  | Título                             | Rol          |
| ---- | ---------------------------------- | ------------ |
| 2003 | Tiernas Puñaladas                  | Alejandro    |
| 2004 | Amacalone de los Concaos del Mundo | Garmendia    |
| 2010 | Todos eran mis hijos               | Chris Keller |
| 2016 | La Dalia Negra                     | Orson Welles |